# Дурбе
Ду́рбе (латыш. Durbeо файле; до 1920 года — Дурбен, нем. Durben) — город в Южно-Курземском крае Латвии, волостной центр Дурбской волости и бывший административный центр упразднённого Дурбского края. Самый маленький город Латвии по численности населения (500 жителей на начало 2019 года). До 1 июля 2009 года входил в состав Лиепайского района. 95 % населения города — латыши (1997 г.).
Один из немногих латвийских городов (наряду с Кегумсом, Лиелварде, Баложи и Икшкиле), чьё население выросло после восстановления независимости республики: в 1999 году в Дурбе проживало 448 человек.

## История
В исторических источниках Дурбе впервые упоминается в 1230 году в договоре о крещении куршей, который заключили папский вице-легат Балдуин Альнский и куршский князь Ламекин.
Дурбенское городище до XIII века входило в приморские земли куршей, которые в документах о делении Куронии 1253 года называются Линдале.
13 июля 1260 года в битве при Дурбе совместные силы Тевтонского и Ливонского орденов были разгромлены жемайтами и перешедшими на их сторону куршами и эстами, которых мобилизовали в орденское войско. В битве погибли магистр ордена Буркхард фон Хорнхаузен, прусские и ливонские маршалы и более 150 рыцарей, а также большое количество крещёных леттов и ливов.
В 1263 году в Дурбе началось строительство крепости, которая как замок Ливонского ордена впервые упоминается в 1287 году. Каменный замок построили здесь около 1380 года. Название Линдале последний раз упоминается в документах в 1387 году.
В середине XV века вокруг замка начинает формироваться поселение, где в середине столетия была построена небольшая церковь.
В 1651 году освящена каменная церковь. В 1701 году, в ходе Северной войны, замок и городок рядом с ним были разрушены шведами. Замок больше не восстанавливался.
Статус города с 1893 года. Административно входил в состав Гробинского уезда. В советское время в городе размещалась центральная усадьба колхоза «Дурбе».
Герб города был официально утверждён в 1925 году.

## Известные люди, связанные с Дурбе
- Атис Кронвалдc (1837—1875), педагог, лингвист, публицист
- Зигфрид Анна Мейеровиц (1887—1925), политик, дипломат, первый министр иностранных дел Латвийской Республики
- Фридрих Гулбис (1894—1951) — латвийский поэт
- Элизабет Гротгус (1820—1896) — немецкая писательница

## Достопримечательности
- Руины замка Ливонского ордена XIII—XVII веков.
- Церковь XVII—XVIII веков.

В память битвы при Дурбе на Замковой горе установлен вырезанный из дуба памятный знак.